# Joe Vasconcellos
José Manuel Yáñez Meira de Vasconcellos (Santiago, 9 de marzo de 1959), más conocido como Joe Vasconcellos, es un cantante y compositor chileno de fusión latinoamericana con influencias de la música popular de Brasil. Es hijo de un diplomático brasileño y de madre chilena.
Luego de iniciar su carrera como cantante de Congreso entre 1980 y 1983, desarrolló una exitosa carrera solista durante las décadas de 1990 y 2000, siendo sus álbumes Toque (1995), y Vivo (1999) los más exitosos. Actualmente es considerado uno de los referentes de la música popular chilena, además del precursor de la nueva cumbia chilena consolidada en la década de 2000.

## Carrera

### Congreso (1980-1983)
Nació en Chile, pero vivió en Italia hasta los 20 años donde estudió música en el Conservatorio Paganini de Génova, para luego volver a la patria de su madre.
Prontamente se puso a trabajar como cantante en los bares de Viña del Mar en donde conoció a Sergio «Tilo» González, Patricio González, Hugo Pirovic y Ernesto Holman, integrantes del grupo Congreso, con quienes trabajaría desde 1980 hasta 1983 grabando dos discos, y componiendo además uno de los temas más emblemáticos de la banda: «Hijo del sol luminoso», incluida en el disco Viaje por la cresta del mundo (1981), el primero de dos álbumes que grabó con ese grupo. El segundo, Ha llegado carta (1983), solo contó con Vasconcellos para su registro, pues en 1984 el músico abandonó el proyecto para ir a enfrentar otros desafíos en Brasil. Su paso por el grupo fue, para el chileno, motivo de orgullo.

### Experiencia en Brasil (1984-1992)
En 1984 emigra a Brasil donde viviría por 8 años, marcando una fuerte influencia tanto personal como musical. Luego de haber tocado para importantes músicos, como María Creuza, Geraldo Azevedo y Zizi Possi, Vasconcellos se abocó al proyecto de hacer su primer disco como solista. Lo hizo en Brasil, pero lo publicó en Chile, a través de una licencia con el sello EMI Music. Se llamó Esto es solo una canción y casi no fue conocido, en parte porque el propio músico no lo tocó en vivo, pues partió de regreso a Brasil.

### Carrera solista (1992-1997)
Nuevamente en Chile, y junto al grupo Favela, grabó el que se reconoce masivamente como su primer disco, Verde cerca, que fue editado por el sello Alerce en 1992. Ese disco incluye la primera versión de su clásico «Huellas» y deja clarísimas las bases éticas del trabajo de Vasconcellos: raíz, conciencia ecológica y social, y ritmos de distintas partes de América Latina, desde la cumbia a la cueca, filtrados por su punto de vista. Pero sería en 1995 con el disco Toque que se consagraría como uno de los mayores exponentes del rock chileno, con temas como «Mágico», «Solo por esta noche» y «Sed de gol». Ese álbum extremó su opción por los colores y el ritmo propios de su herencia brasileña, con una fuerte presencia de percusiones y batucadas.

### Consolidación (1997-2002)
En 1997 Vasconcellos se lanza con Transformación, un disco que siguió la línea de Toque pero con un poco más de sofisticación y menos batucadas. Sus canciones más sonadas en radio fueron las más apegadas a las de Toque; por ejemplo, «Preemergencia» y «La funa». 
En cuanto a la calidad de sus discos, Vasconcellos no ha logrado para sus grabaciones en estudio la fuerza de sus interpretaciones en vivo. Quizás ese era el punto de partida para Vivo, el disco superventas en su carrera. El álbum fue grabado durante dos conciertos hechos en el Teatro Providencia en el invierno de 1999, y recogió todos los éxitos del músico hasta entonces, incluidos «Hijo del sol luminoso», «Huellas» y una versión de estudio para «La joya del Pacífico», grabada como tema central para la telenovela Cerro Alegre, de Canal 13. Este disco aumentó positivamente el vínculo con su público, provocando finalmente su invitación al Festival de Viña del Mar 2000 donde tuvo un éxito rotundo. Joe se convertía entonces en uno de los artistas nacionales más importantes y de gran calidad artística. Además logró vender solo ese año más de 130 mil copias.
El éxito alcanzado le permitió al músico crecer en independencia. Armó un estudio de grabación e hizo crecer su oficina de producción para dar espacio también al trabajo de otros artistas, como Santo Barrio y La Floripondio que grabaron sus discos allí, en el nuevo estudio Batuke. El aspecto difícil y abrumador de la fama dejó al músico sin posibilidad de concebir nuevas canciones por algún tiempo. Más tarde trabajaría en la banda sonora de la película chilena Taxi para tres, la cual obtuvo una gran aceptación gracias al sencillo "Volante o Maleta". También en el cine, pero esta vez en animación, Vasconcellos compuso varias de las canciones de la banda sonora de Ogú y Mampato en Rapa Nui, con la colaboración del músico de Isla de Pascua Mito (Emilio) Manutomatoma. 
Interpretó la canción oficial de la versión 2002 de la Teletón.

### Conflictos con EMI Music y nuevos álbumes (2002-2005)
En paralelo a su primer trabajo profundo de internacionalización (con presentaciones en Colombia, Argentina, República Dominicana y Uruguay) empezaba a correr un conflicto importante con su sello grabador, EMI Music. El músico acusó a la compañía de haber vendido su imagen a una fábrica de detergentes, sin su consentimiento. Así se desató una pugna que tardó un par de años en resolverse. A partir de este incidente la productora concedió la oportunidad de grabar un nuevo álbum llamado En paz (2003), el cual se rindió no ya a los ritmos típicos brasileños, sino a la cumbia, el vallenato, el son, el cha cha chá y colores definitivamente más hispanoamericanos. En el álbum compartió micrófono con Tommy Rey y Francisco Sazo (de Congreso), entre otros músicos chilenos.

### Trabajos independientes (2006-2013)
Cansado de los conflictos con el sello, Joe apuesta por trabajar como independiente. Esta ha sido fructífera si se considera que el álbum Banzai (2005) logró incluso ser publicado en España, a donde el músico viajó a presentarse en vivo a mediados de 2006, en medio de un ritmo de trabajo que tuvo claramente menos visibilidad mediática en Chile. Al año siguiente, en 2007, Vasconcellos editó un compilatorio grabado en parte en España, Destino, donde revisó temas viejos y estrenó nuevas canciones con una orientación hacia la cumbia. También realiza un documental, la reedición de su discografía y la actividad en vivo.
A mediados de 2009 Joe Vasconcellos realiza un recital completamente en vivo en el Teatro Caupolicán celebrando su cumpleaños número 50, en donde hace un recopilatorio de sus mayores éxitos incluyendo también temas de su más reciente trabajo Destino. A finales de 2009 edita un disco llamado Mágico - Grandes Éxitos el cual contiene un recopilatorio de las canciones más emblemáticas del artista, y a esto se le sumó la edición de un Disco (Audio) y un DVD (Video) del concierto que realizó en el Teatro Caupolicán llamado: Mágico - El Recital. En noviembre de 2009 inaugura la primera temporada del Teatro Nescafé de las Artes en un concierto en conjunto con Fractal, grupo chileno que para la ocasión reinterpretó en su propio estilo alguno de los grandes éxitos de Joe, y a su vez Joe se incorpora a los temas de Fractal. En diciembre de 2010 participa en el histórico festival El Abrazo junto con los mejores representantes del rock chileno y argentino.

### De vuelta a las grabaciones (2014-presente)

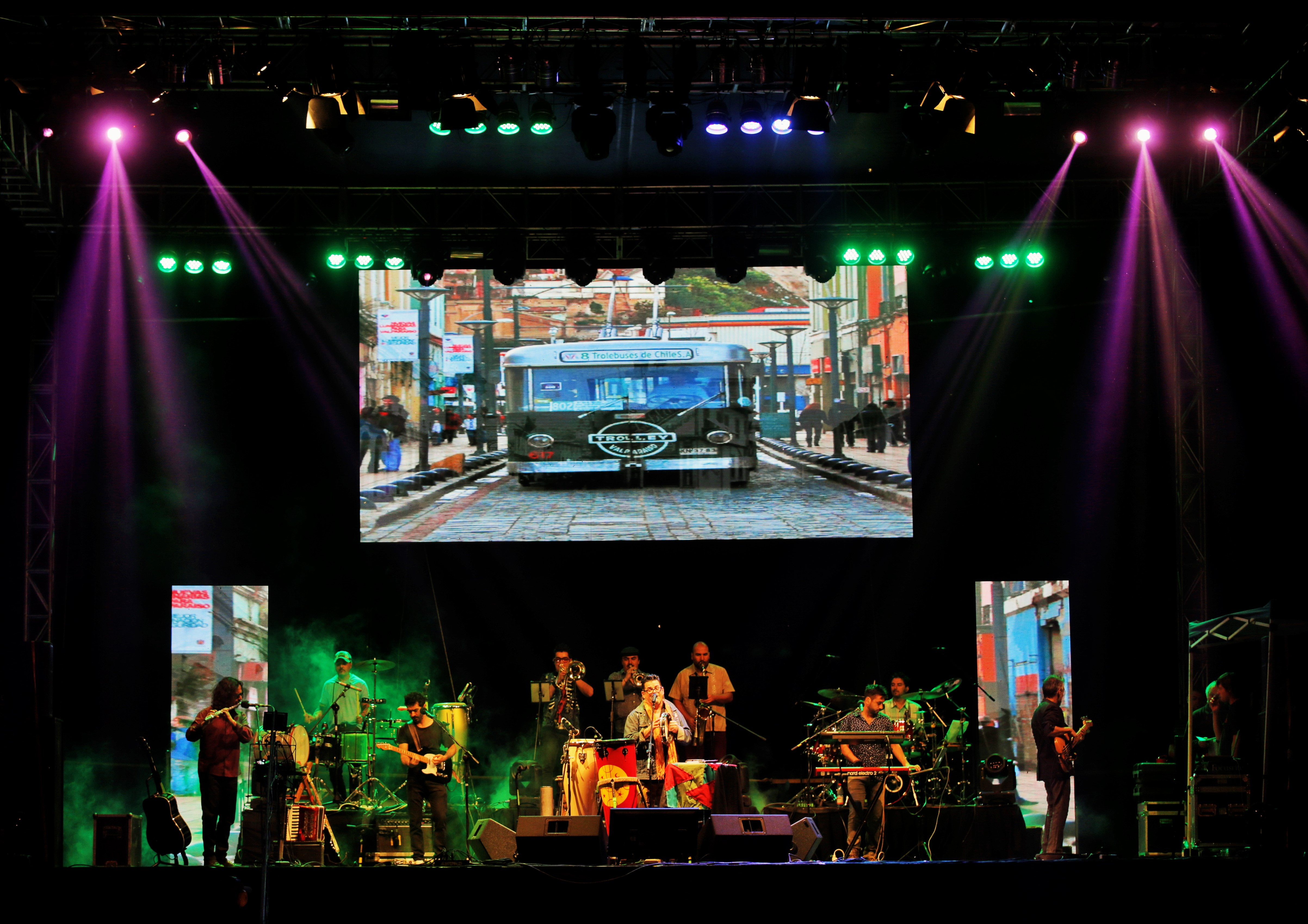
Joe Vasconcellos en Tirúa, el 22 de enero de 2015

Después de 7 años en diciembre de 2014 lanzó su nueva producción discográfica con un EP de 4 canciones titulado Llamadas – Vol.1. De este trabajo desprendió el sencillo 'María'. Ese año participa en el Festival Lollapalooza Chile con gran convocatoria.
En 2015, junto con Tommy Rey, Shamanes y Zaturno, entre otros, cantan la canción oficial de la versión 2015 de la Teletón.
En 2016 se presentó con éxito en el Fiesta de la Independencia Talca que transmitió TVN y comienza un nuevo proyecto junto a los músicos chilenos Nano Stern y Juanito Ayala (ex-Juana Fe) denominado "Cachipún". Escribieron algunas canciones juntos y en 2017 hacen un tour a lo largo del país. También Vasconcellos lanzó el segundo EP Llamadas. Vol2 que destacó la canción "CHE" dedicada al pueblo mapuche. 
El año 2017 lo inicia como uno de los protagonistas en cuarta edición de La Cumbre del Rock Chileno en el Estadio Nacional y graba una nueva versión del éxito "La Funa" para celebrar los 20 años del disco Transformación (1997) junto al grupo Moral Distraída. 
En 2019 se presentó en Lollapalooza Chile. Ese mismo año se lanza un documental titulado "Que buena onda" para repasar el proceso de creación del álbum Vivo de 1999, por la celebración de los 20 años del icónico álbum.
En 2023, fue partícipe de la ceremonia de clausura de los Juegos Panamericanos de Santiago 2023, celebrada en el Estadio Bicentenario de La Florida.

## Discografía

### Como solista
Estudio
- 1989 - Esto es sólo una canción
- 1992 - Verde cerca
- 1995 - Toque
- 1997 - Transformación
- 2003 - En paz
- 2005 - Banzai
- 2007 - Destino

EP
- 2014 - Llamadas Vol. 1[10]
- 2016 - Llamadas Vol. 2
- 2018 - Llamadas Vol. 3

En vivo
- 1999 - Vivo
- 2009 - Mágico: El Recital
- 2020 - Huellas, Una Vida en Vivo

Recopilaciones
- 2007 - Joe Vasconcellos en tour (Box set con todos los discos)
- 2008 - Destino
- 2009 - Mágico: Grandes Éxitos

DVD
- 2003 - Al mal tiempo buena cara (videoclips, concierto Teatro Teletón 2002, entrevista)
- 2009 - Mágico: El Recital

Bandas sonoras
- 2001 - Taxi para Tres
- 2002 - Ogú y Mampato en Rapa Nui
- 2004 - Cachimba

### Congreso
- 1981 - Viaje por la cresta del mundo
- 1982 - Ha llegado carta
- 1994 - 25 años de música